# Thermochemischer Wärmespeicher
Thermochemische Wärmespeicher speichern Wärme durch endotherme Reaktionen und geben sie durch exotherme Reaktionen wieder ab.

## Beispiele
Ein Beispiel eines thermochemischen Wärmespeichers ist der Sorptionsspeicher:
Ein Tank enthält Granulat aus Silicagel, das hygroskopisch und stark porös ist und deshalb eine große innere Oberfläche hat (ein Gramm hat eine innere Oberfläche von etwa 600 m²). Silikagele haben die Eigenschaft, Wasserdampf anzuziehen und an ihrer Oberfläche anzulagern (Adsorption), wobei Wärme frei wird. Umgekehrt muss zum Trocknen von Silikagelen (Desorption) Wärmeenergie aufgewendet werden.
Das Silicagel ist in Granulatform in einem Behälter, in dem sich ein Wärmeübertrager befindet. Unter Wärmezufuhr kann das Silicagel beispielsweise über Solarthermie getrocknet werden, bei Wärmebedarf wird das Silicagel wieder befeuchtet, hierbei wird Adsorptionswärme entstehen, welches beispielsweise zum Heizen genutzt werden kann.
Der Vorteil von thermochemischen Wärmespeichern gegenüber konventionellen Wärmespeichern in Form eines Wassertanks liegt in ihrer höheren Speicherdichte von 200 bis 300 Kilowattstunden pro Kubikmeter gegenüber nur etwa 60 kWh/m³ bei Wasser. Außerdem kann die zum Trocknen verwendete Wärmemenge, über das erneute „Befeuchten“ jederzeit, auch Jahre später, wieder abgerufen werden.
Es wird also streng physikalisch genommen beim Regenerieren keine Wärme gespeichert. Es wird zwar Wärme zugeführt, diese Wärmemenge wird jedoch nur dazu verwendet, um das darin gebundene Wasser zu verdampfen. So kann bei Bedarf mithilfe von zugeführter Luftfeuchtigkeit erneut Wärme erzeugt werden.
Neben Silicagelen können auch Metallhydride oder Zeolithe als Wärmespeicher verwendet werden, die zum regenerieren jedoch höhere Betriebstemperaturen benötigen.
Eine weitere Methode ist die solarthermische Reduktion von Metalloxiden zum Metall und Sauerstoff. Das Metall, etwa Zink, kann normalerweise problemlos gelagert und transportiert werden. In einem zweiten Schritt reagiert das Metall in einer exothermen Reaktion bei ca. 350 °C mit Wasser zum Metalloxid unter Freisetzung von Wasserstoff, der wiederum zur Energiegewinnung verbrannt werden kann. Ein in der Entwicklung befindliches Verfahren ist das Solzinc-Verfahren.

## Zahlen und Fakten
Wärmekapazität:
- ca. 250 kWh/m³ (praktisch in Pilotanlagen erreichbar: ca. 135 kWh/m³)

Arbeitstemperatur:
- Metallhydride: 280–500 °C
- Silikagel: ca. 40–100 °C
- Zeolithe: ca. 130–300 °C
- Kalk: Entladung >100 °C; Regeneration >450 °C[2]

## Anwendungen
Die meisten Anwendungen für Thermochemische Wärmespeicher befinden sich noch in der Entwicklung. Erkennbar ist jedoch ein breites Spektrum von Einsatzgebieten:
- Natronlokomotive: eine 1883 entwickelte feuerlose Dampfspeicherlokomotivenbauart, die sich nicht durchgesetzt hat.
- Saisonale Speicherung solarer Wärme: Sommerliche Wärme wird mittels Solarthermie eingefangen und im Winter zur Raumbeheizung und Warmwasserbereitung genutzt.
- Lastausgleich in Fernwärmenetzen: In Niederlastzeiten – nachts und am Wochenende – nimmt der Speicher Fernwärme auf, zu Spitzenlastzeiten liefert er die Wärme anstelle des Fernwärmenetzes.
- Luftentfeuchtung in Hallenbädern: Der Speicher nimmt Feuchtigkeit aus der Hallenluft auf und erwärmt die Luft gleichzeitig; überschüssige Wärme eines BHKW regeneriert den Speicher.
- energiesparendes Trocknen in Geschirrspülmaschinen: Während des Aufheizens des Spülwassers wird der Speicher erhitzt und gibt Feuchtigkeit ab. Beim späteren Trocknen des Geschirrs nimmt der Speicher wieder Feuchtigkeit auf, gibt Wärme ab, beschleunigt durch beides den Trocknungsprozess und verringert die dazu benötigte Energie.
- Kälte für Raumklimatisierung: Der Sorptionsspeicher adsorbiert Wasser bei Unterdruck; das restliche Wasser kühlt durch die entzogene Verdampfungsenthalpie ab. Die Sorptionswärme kann zusätzlich genutzt werden.
- Adsorptionswärmepumpe: Der Speicher dient als Kurzzeit-Puffer für Solarwärme und wird mittels eines Erdgasbrenners regeneriert.[3]
- Selbstkühlendes Bierfass: Der Wärmespeicher entzieht dem Bier am Einsatzort Wärme. Die Regeneration erfolgt durch Aufheizen in der Brauerei
- Solarkühlschrank: Ähnliches Prinzip wie beim selbstkühlenden Bierfass. Der Wärmespeicher wird durch Solarthermie regeneriert und dann an einen Kühlschrank angeschlossen. Auf diese Weise können beispielsweise in abgelegenen Gebieten der Dritten Welt Medikamente gekühlt werden.

Die für thermochemische Wärmespeicher notwendigen Investitionen sind derzeit (Stand 2007) noch hoch. Dementsprechend werden verstärkt Speichersysteme erforscht, die Wärme nicht über Monate, sondern bloß über Stunden speichern. Ziel ist, den Speicher häufiger zu nutzen und damit den Betriebskostenvorteil des einzelnen Speichervorgangs zu vervielfachen.
Laut dem Deutschen Zentrum für Luft- und Raumfahrt besitzt Kalk als thermochemischer Energiespeicher ein enormes Potenzial. So soll es mit Hilfe von Kalk möglich sein, selbst erzeugten Solarstrom dezentral zu speichern, um erneuerbare Energien im Sommer einspeichern und im Winter nutzen zu können. Da Kalk sehr kostengünstig sowie in großen Mengen verfügbar und zudem noch ökologisch unbedenklich ist, soll dieser in der Lage sein, Privathaushalte und ganze Wohnviertel zu versorgen. Hierbei seien Wirkungsgrade von bis zu 90 % möglich. Das Speichermedium ist Calciumoxid (gebrannter, ungelöschter Kalk, CaO). Frei wird die Energie beim Löschen des Kalkes mit Wasser zu Calciumhydroxid. Die Regeneration erfolgt durch Austreiben des Wassers mit Temperaturen ab 450 °, es entstehen wieder Calciumoxid und Wasser (c.q. Wasserdampf). Vgl. Kalkkreislauf.

## Belege
1. ↑  
SOLZINC: PSI-Technologie für ein EU-Pilotprojekt, von Ulrich Frommherz, Stefan Kräupl, Robert Palumbo, Aldo Steinfeld, Christian Wieckert. (PDF; 743 kB) www.pre.ethz.ch, ehemals im Original (nicht mehr online verfügbar); abgerufen am 22. Juni 2009. (Seite nicht mehr abrufbar. Suche in Webarchiven)  Info: Der Link wurde automatisch als defekt markiert. Bitte prüfe den Link gemäß Anleitung und entferne dann diesen Hinweis.
2. 1 2  DLR – Klimaneutral heizen mit Kalk. Abgerufen am 23. Juni 2023.
3. ↑  Zeolith-Gas-Wärmepumpe (Seite nicht mehr abrufbar, festgestellt im Mai 2019. Suche in Webarchiven)  Info: Der Link wurde automatisch als defekt markiert. Bitte prüfe den Link gemäß Anleitung und entferne dann diesen Hinweis. (abgerufen am 17. Januar 2013; PDF; 1,7 MB)